# Madacontia splendida
Madacontia splendida is een vlinder van de familie van de uilen (Noctuidae). De wetenschappelijke naam van deze soort is voor het eerst voorgesteld als Carcharoda splendida door Lionel Walter Rothschild in een publicatie uit 1924.
De soort komt voor op Madagaskar.